# حسگر موقعیت دریچه گاز

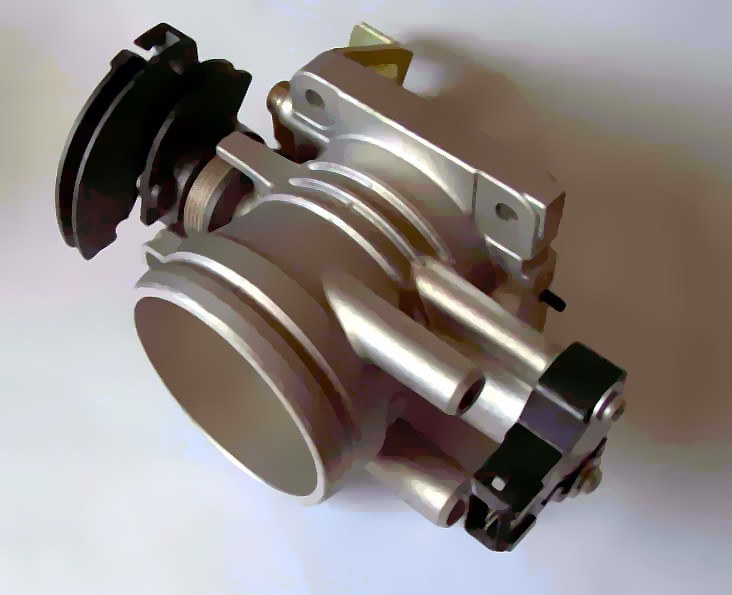
شکل یک بدنه گاز را نشان می‌دهد که حسگر موقعیت دریچه گاز روی آن سوار شده‌است (قطعه سیاه رنگ سمت راست بدنه گاز)

حسگر موقعیت دریچه گاز یا TPS مخفف عبارت (Throttle Position Sensor) یک مقاومت متغیر است که میزان بازشدن دریچه گاز را نشان می‌دهد.
روش کار این پتانسومتر بدین گونه است که با فشردن پدال گاز ، دیافراگم دریچه ی گاز زاویه دار می‌شود،پتانسیومتر درجه ی زاویه ی دیافراگم را به ECU گزارش می دهد و ECU یا واحد کنترل الکترونیکی خودرو متناسب با میزان هوای ورودی از دریچه ی گاز به انژکتورها دستور پاشش سوخت را میفرستد.